# Brachyglenis esthema
Brachyglenis esthema is een vlindersoort uit de familie van de prachtvlinders (Riodinidae), onderfamilie Riodininae.
Brachyglenis esthema werd in 1862 beschreven door C. & R. Felder.